# Soldier of Love
Soldier of Love è il sesto album del gruppo musicale Sade, pubblicato il 5 febbraio 2010 dall'etichetta discografica Sony.
L'album, pubblicato a dieci anni di distanza dall'ultimo disco di inediti del gruppo, intitolato Lovers Rock, e a otto dal disco dal vivo Lovers Live, ha riscosso grande successo raggiungendo la prima posizione nelle classifiche di diversi paesi di tutto il mondo. È stato promosso dall'omonimo singolo Soldier of Love.
In Italia l'album ha superato le 30 000 copie di vendita aggiudicandosi il disco d'oro.

## Tracce
1. The Moon and the Sky – 4:28 (Sade Adu, Andrew Hale, Stuart Matthewman)
2. Soldier of Love – 5:59 (Sade Adu, Andrew Hale, Stuart Matthewman, Paul S. Denman)
3. Morning Bird – 3:55 (Sade Adu, Andrew Hale, Stuart Matthewman)
4. Babyfather – 4:40 (Sade Adu, Stuart Matthewman, Juan Janes, Andrew Nichols)
5. Long Hard Road – 3:03 (Sade Adu, Juan Janes, Andrew Nichols)
6. Be That Easy – 3:41 (Sade Adu, Stuart Matthewman)
7. Bring Me Home – 4:09 (Sade Adu, Andrew Hale, Stuart Matthewman)
8. In Another Time – 5:06 (Sade Adu, Andrew Hale, Stuart Matthewman)
9. Skin – 4:13 (Sade Adu, Andrew Hale, Stuart Matthewman, Paul S. Denman)
10. The Safest Place – 2:46 (Sade Adu, Andrew Hale)

## Classifiche
| Classifica (2010)   | Posizione massima |
| ------------------- | ----------------- |
| Svizzera            | 1                 |
| Francia             | 1                 |
| Belgio (Vallonia)   | 1                 |
| Svezia              | 1                 |
| Italia              | 1                 |
| Spagna              | 1                 |
| Portogallo          | 1                 |
| Grecia              | 1                 |
| Polonia             | 1                 |
| Stati Uniti         | 1                 |
| Classifica mondiale | 1                 |
| Austria             | 2                 |
| Paesi Bassi         | 2                 |
| Germania            | 2                 |
| Nuova Zelanda       | 3                 |
| Danimarca           | 4                 |
| Australia           | 4                 |
| Regno Unito         | 4                 |
| Belgio (Fiandre)    | 5                 |
| Norvegia            | 7                 |
| Finlandia           | 9                 |
| Irlanda             | 12                |
| Messico             | 41                |